# Olesja Belugina
Olesja Belugina född den 2 januari 1984 i Penza, Ryssland, är en rysk gymnast.
Hon tog OS-guld i rytmisk gymnastik för trupper i samband med de olympiska gymnastiktävlingarna 2004 i Aten.